# 佐々木類
佐々木 類（ささき るい、1964年 - ）は、麗澤大学国際学部教授。

## 来歴
東京都生まれ。早稲田大学卒業後、産業経済新聞社（産経新聞社）入社。産経新聞では警視庁詰め、政治記者を経て、政治部次長に就任。その後、米紙USAトゥデイの国際部に出向し、米ヴァンダービルト大学公共政策研究所日米センターでの客員研究員。2010年にワシントン支局長に就任。その後、論説委員、九州総局長兼山口支局長を経て、2018年10月〜2023年10月まで論説副委員長。2024年に麗澤大学国際学部教授となる。

## 人物
産経新聞社社員として右派的、反中・反共的主張を行っている。尖閣諸島・魚釣島への上陸や、2度にわたり北朝鮮へ取材訪問するなど、現場主義を自称している。

## 批判
2020年5月末、佐々木は産経新聞論説副委員の肩書きを名乗る形で、中国国内で研究を行う日本人研究者に取材依頼をおこない、同研究者側から断られたにもかかわらず、そのことを中国では弾圧対象になっている新宗教団体・法輪功系の大紀元時報に「接触した」とする記事を寄稿した。中国では法輪功と関係があると思われることは危険で拷問を受けることすらあり、また大紀元ではなく産経新聞論説副委員の肩書きのみを名乗って取材を行っていたことから、在中国の日本人を「後ろから刺す」行為として批判を受けた。なお、産経新聞社は自社記者の大紀元への寄稿については社内で許可を与えていたと報じられている。

## 著書
- 日本人はなぜこんなにも韓国人に甘いのか（アイバス出版、2016年）
- DJトランプは、ミニ田中角栄だ! (アイバス出版、2017年)
- 静かなる日本侵略（ハート出版、2018年）
- 日本が消える日──ここまで進んだ中国の日本侵略（ハート出版、2019年）
- 日本復喝！　中国の「静かなる侵略」を撃退せよ（ハート出版、2020年）
- チャイニーズ・ジャパン　秒読みに入った中国の日本侵略（ハート出版、2021年）
- ステルス侵略　中国の罠に嵌まった日本（ハート出版、2022年）

その他
- 新・親日派宣言(電子書籍)
- ルーズベルト秘録(扶桑社) 前田徹ほか共著